# Maigret et l'Affaire Saint-Fiacre
Pour plus de détails, voir Fiche technique et Distribution.
Maigret et l'affaire Saint-Fiacre est un film policier franco-italien réalisé par Jean Delannoy et sorti en 1959. Il est adapté du roman L'affaire Saint-Fiacre de Georges Simenon.

## Synopsis
Le commissaire Maigret revient à Saint-Fiacre, village où il a passé son enfance, à l'invitation de la comtesse de Saint-Fiacre. La maîtresse du domaine connaît le « petit Jules » devenu commissaire, car le père de Maigret a été régisseur du domaine du château de la famille Saint-Fiacre. 
Dans l'environnement immédiat de la châtelaine, on compte son fils Maurice, dépensier et orgueilleux, Lucien Sabatier, secrétaire personnel de madame, nerveux et calculateur, le docteur Bouchardon autant débonnaire qu'intéressé, l'abbé Jodet, curé de la paroisse prônant la sagesse, Gautier, régisseur de la comtesse toujours prêt à rendre service mais jamais sans contrepartie, son fils Émile, paraissant réservé mais restant disponible, sans oublier un avocat réputé mais aux pratiques discutables, maître Mauléon, avocat de Lucien, le secrétaire de la comtesse.
Les souvenirs commencent à revenir à lui mais le commissaire reçoit une lettre anonyme annonçant une mort prochaine lors de la première messe le mercredi des Cendres, premier jour du Carême. Le lendemain, Maigret assiste à la mort de la comtesse dans l'église, victime d'une crise cardiaque. Il est toutefois convaincu qu'elle n'a pas rendu l'âme pour rien et son enquête officieuse commence. Les uns après les autres, tous les hommes de l'entourages sont suspectés et une fois son investigation quasiment aboutie, Maigret organise un dîner avec tous les protagonistes. Les échanges sont vifs et bientôt, suite à un piège tendu, le coupable est démasqué. Pour des motifs d'intérêt de terres agricoles, l'assassin et son complice sont démasqués. Le fils indigne, innocenté, assume dès lors sa véritable charge et ses responsabilités de nouveau dirigeant du domaine.

## Principaux rôles

Principaux rôles
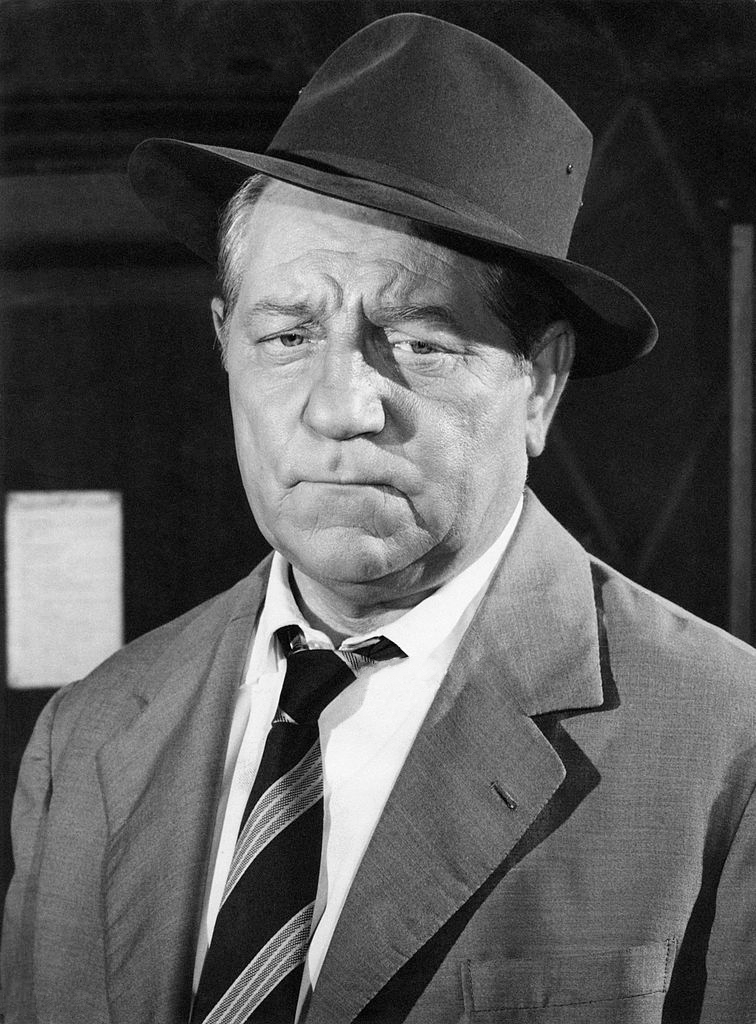
Jean Gabin (Commissaire Maigret)
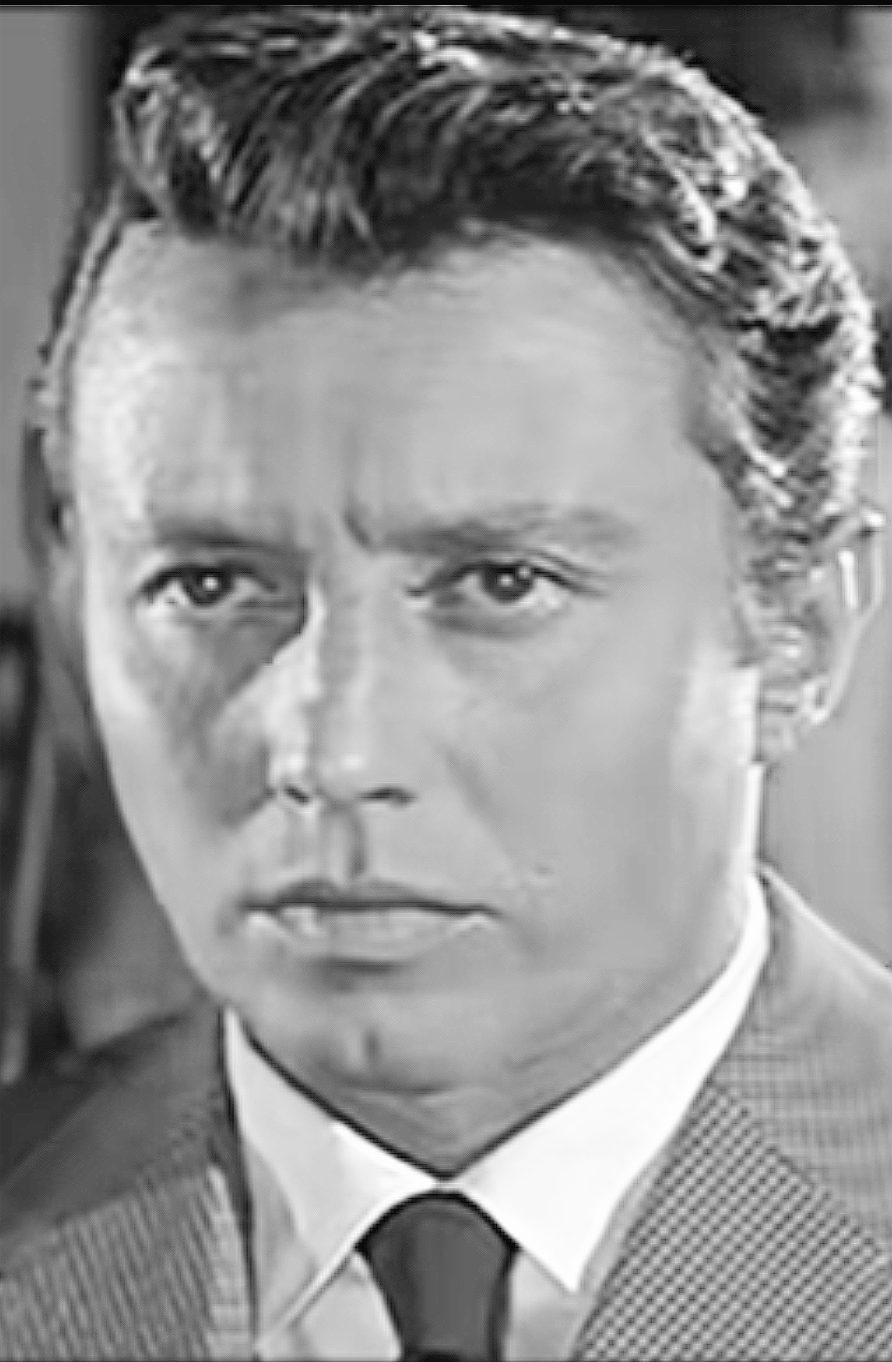
Michel Auclair (Maurice de Saint-Fiacre)
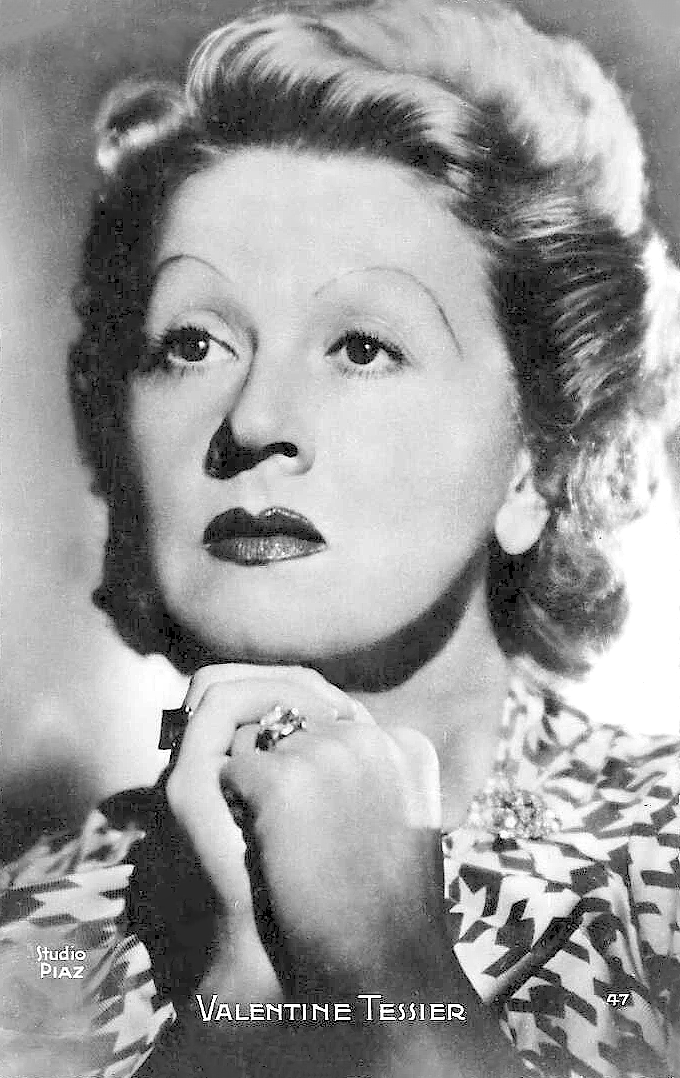
Valentine Tessier (comtesse de Saint-Fiacre)
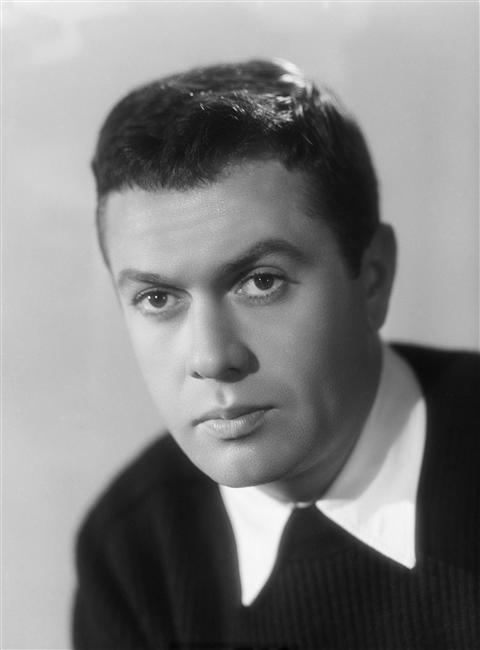
Robert Hirsch (Lucien Sabatier)
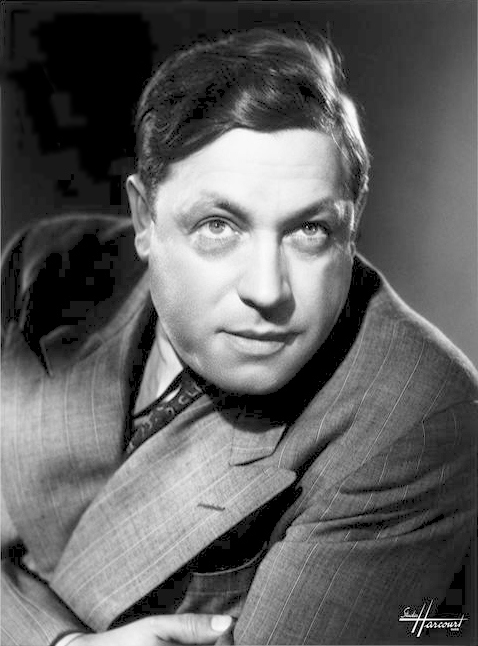
Paul Frankeur (docteur Bouchardon)
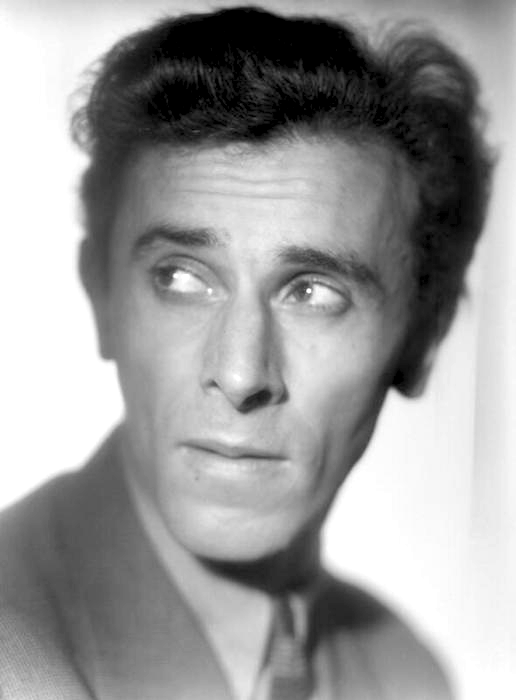
Michel Vitold (abbé Jodet)
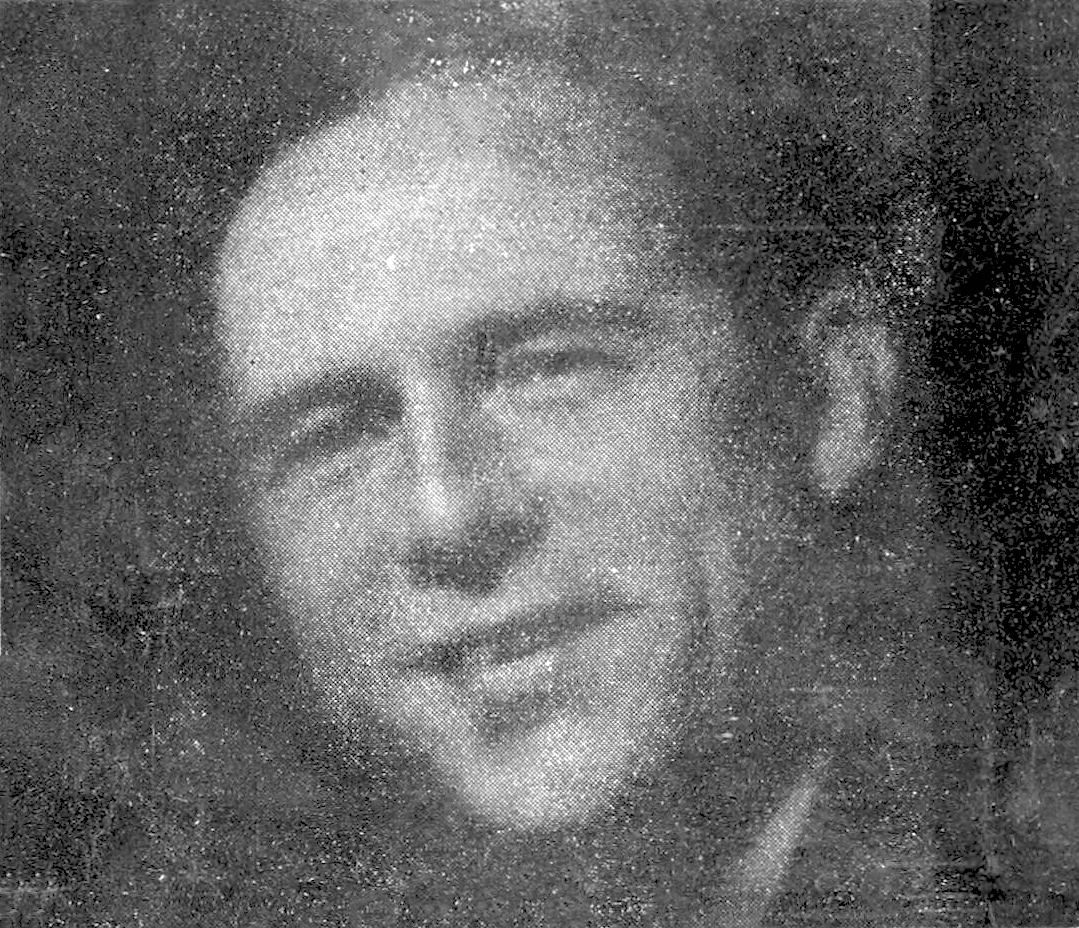
Camille Guérini (Gautier, régisseur)
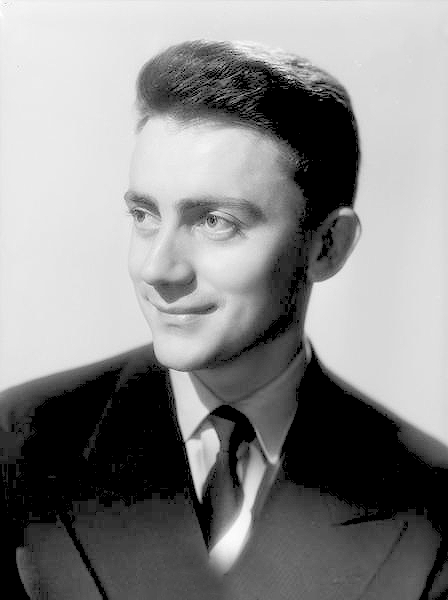
Serge Rousseau (Émile Gautier)
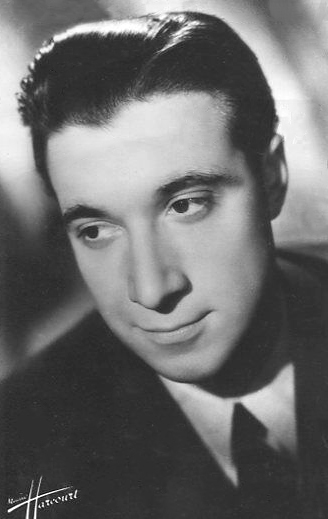
Jacques Morel (maître Mauléon)
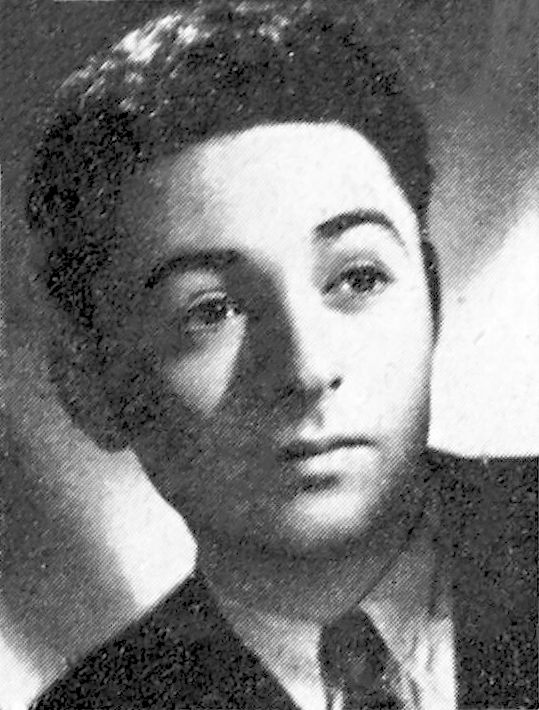
Jean-Pierre Granval (journaliste)
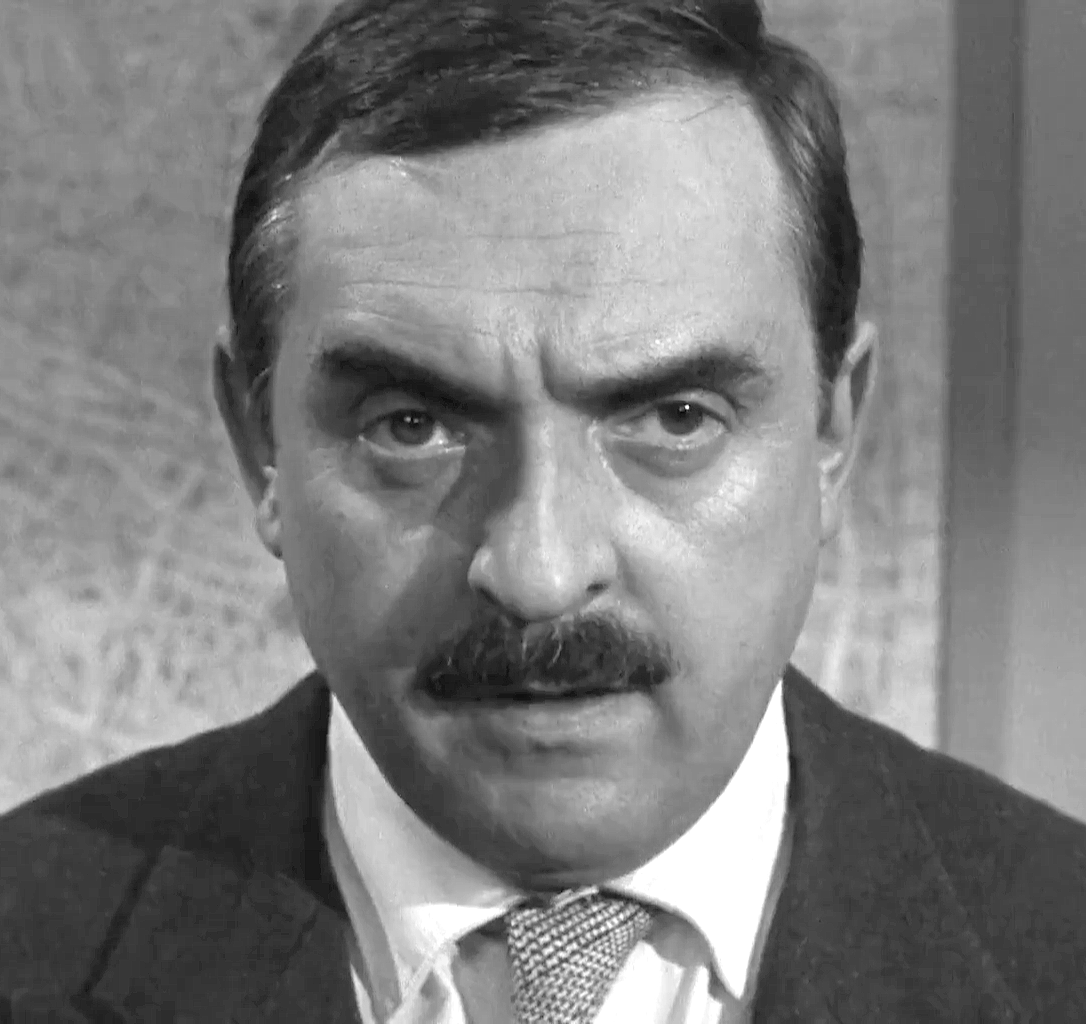
Jacques Marin (Albert, chauffeur)
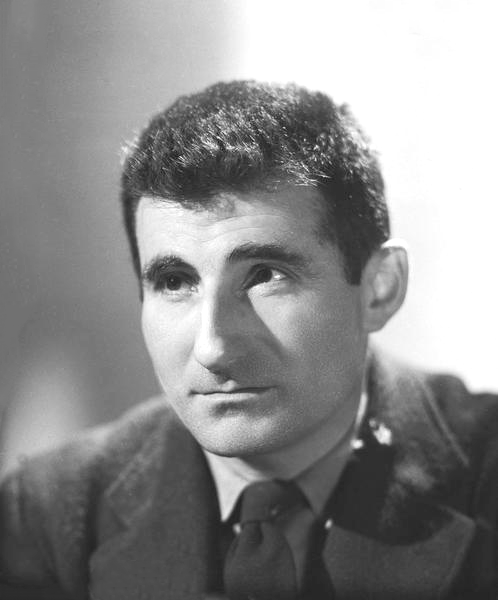
Marcel Pérès (sacristain)

## Fiche technique
- Réalisation : Jean Delannoy
- Scénario : D'après le roman L'affaire Saint-Fiacre de Georges Simenon, Editions Librairie Arthème Fayard, Paris, 1932, 251 p.
- Adaptation : Jean Delannoy et Rodolphe-Maurice Arlaud
- Dialogues : Michel Audiard
- Assistants réalisateur : Pierre Zimmer et Joseph Drimal
- Directeur de la photographie : Louis Page
- Opérateur : Henri Tiquet, assisté de Marc Champion
- Son : Jacques Carrère
- Décors : René Renoux, assisté de Jacques d'Ovidio et Pierre Tyberghein
- Montage : Henri Taverna, assisté de Ginou Bretoneiche
- Musique : Jean Prodromidès
- Script-girl : Claude Vériat
- Maquillage : Marcel Bordenave
- Régisseur général : Éric Geiger
- Régisseurs d'extérieur : Roger Joint et Louis Seuret
- Photographe de plateau : Marcel Dole
- Production : Filmsonor, Intermondia Films, Cinétel (Paris), Titanus, Pretoria Film (Rome)
- Directeur de production : Claude Hauser
- Producteurs : Jean-Paul Guibert, Robert Gascuel, Georges Lourau, Goffredo Lombardo
- Distribution : Cinédis
- Tournage : du 18 février au 15 avril 1959
- Lieux de tournage : intérieurs dans les Studios Eclair (Paris) ; extérieurs au Château de Courquetaine (77), à Gaillon-sur-Montcient (78) pour l'église, l'épicerie et le village, à Vaux-sur-Seine (78) pour la scène de la gare, Grand café de Moulins reconstitué en studio.
- Tirage : Laboratoire Eclair - Société Optiphone - Enregistrement Western Electric - Magnétique Pyral
- Format : Pellicule 35 mm - 1,65 - Noir et blanc - son mono
- Durée : 101 min
- Première présentation : 2 septembre 1959
- Visa d'exploitation: 21.742
- Affiche : René Ferracci (France)

## Distribution
- Jean Gabin : le commissaire divisionnaire Jules Maigret
- Michel Auclair : Maurice de Saint-Fiacre, le fils
- Valentine Tessier : la comtesse de Saint-Fiacre
- Robert Hirsch : Lucien Sabatier, le secrétaire
- Paul Frankeur : le docteur Bouchardon
- Michel Vitold : l'abbé Jodet, curé de Saint-Fiacre
- Camille Guérini : Gautier, le régisseur de la comtesse
- Serge Rousseau : Émile Gautier, le fils du régisseur
- Micheline Luccioni : Arlette, l'entraîneuse
- Jacques Morel : Maître Mauléon, l'avocat de Lucien
- Gabrielle Fontan : Marie Tatin, l'épicière
- Jean-Pierre Granval : le journaliste
- Armande Navarre : Myriam, l'amie de Lucien
- Jacques Marin : Albert, le chauffeur de la comtesse
- Hélène Tossy : Adèle Gautier, la femme du régisseur
- Jacques Hilling : le garçon de café bavard
- Marcel Pérès : le sacristain
- Christian Rauth: l'enfant de chœur Ernest Bouffard
- Bruno Balp : le livreur de journaux
- Andrée Tainsy : la patronne de la boîte « Hula-Hoop »
- Évelyne Istria : la bonne du château
- Laure Paillette : la bonne de l'abbé
- Georgette Peyron : la dame du vestiaire
- Henri Coutet : un client de l'épicerie
- René Hell : un typographe
- Marcel Bernier : un inspecteur
- Robert Balpo : le directeur de la banque
- Yvon Sarray : un homme aux condoléances
- Christian Brocard : un journaliste
- Guy Henry : un inspecteur
- Charles Bouillaud

## Lieux de tournage
Le village de Saint-Fiacre est inspiré de celui de Paray-le-Frésil, situé à une vingtaine de kilomètres au nord-est de Moulins dans l'Allier. C'est dans ce château que Simenon créa précisément le personnage de Maigret. Si plusieurs scènes du film ont été réalisées à Moulins et dans sa région, beaucoup ont été tournées en région parisienne :
- contrairement à une légende largement répandue, aucune scène du film n'a été tournée dans le Grand Café de Moulins. Un café ressemblant a été reconstitué dans les studios de Joinville en région parisienne. Une comparaison attentive des plans du film et de l'intérieur réel du Grand café le démontre : grille du balcon intérieur, finement travaillée dans la Grand café et banalement industrielle dans le film, position de l'escalier menant au balcon à gauche dans le Grand café, à droite dans le film ; proportion des portes de la façade, nettement plus hautes dans la réalité, encadrement des miroirs muraux (occultés dans le film) totalement différents, etc.[3] ; Les plans extérieurs du café ont été tournés à Epiais-Rhus depuis le parvis de l'église Notre-Dame. Ce café-billard, situé 6 rue Saint-Didier, appartenait à l'époque à la famille Devicque, et est aujourd'hui devenu une habitation privée.
- le château de Saint-Fiacre est, pour les plans extérieurs, celui de Montgeroult dans le Val d'Oise. Les scènes dans le vestibule d'entrée et le grand escalier ont été tournées dans ceux (aujourd'hui classés monument historique) du château des Mesnuls dans les Yvelines ;
- l'église est celle de la commune de Montgeroult dans le Val d'Oise située tout près du château ;
- l'arrivée de Maigret à Moulins a été filmée à la gare de Vaux-sur-Seine, dans le nord-ouest de la banlieue parisienne.

## Autour du film
- D'après Jean Delannoy, ni Gabin, ni lui ne voulaient tourner un deuxième Maigret même si le premier (Maigret tend un piège, sorti en 1958) avait eu du succès ; c'est l'insistance des producteurs qui aura raison de leur réticence.
- Jean Gabin sera également Maigret dans Maigret voit rouge en 1963, film réalisé cette fois-ci par Gilles Grangier.
- Aucune allusion n'est faite dans le film au vin de Saint-Pourçain que Maigret affectionne dans le livre.

## Autres adaptations filmées
- 1962 : La Comtesse, film britannique de la BBC avec Rupert Davies en Maigret,
- 1980 : L'affaire Saint-Fiacre, téléfilm avec Jean Richard en Maigret,
- 1992 : Maigret on Home Ground (Maigret sur sa terre natale), téléfilm britannique de la chaîne ITV avec Michael Gambon en Maigret,
- 1995 : Maigret et l'affaire Saint-Fiacre, téléfilm de la série télévisée Maigret avec Bruno Cremer en Maigret, réalisé par Denys de La Patellière.

## Éditions vidéo
Maigret et l'affaire Saint-Fiacre sort en digibook DVD/Blu-ray chez Coin de Mire Cinéma le 4 septembre 2020.